# Folies d'avril
Pour plus de détails, voir Fiche technique et Distribution.
Folies d'avril (titre original : The April Fools) est une comédie romantique américaine réalisée par Stuart Rosenberg, sorti en 1969.

## Fiche technique
- Titre : Folies d'avril
- Titre original : The April Fools
- Réalisation : Stuart Rosenberg
- Scénario : Hal Dresner
- Photographie : Michel Hugo
- Montage : Bob Wyman
- Musique : Marvin Hamlisch
- Direction artistique : Robert Luthardt
- Décors : Richard Sylbert
- Décorateur de plateau : William Kiernan
- Costumes : Donfeld
- Production : Gordon Carroll et Carter De Haven Jr. producteur associé
- Société de production : Jalem Productions, Cinema Center Films
- Société de distribution : National General Pictures
- Pays de production : États-Unis
- Langue originale : anglais
- Format : couleur (Technicolor) - 2,35:1 - 35 mm – Mono
- Genre : Comédie dramatique, Comédie romantique
- Durée : 95 minutes
- Dates de sortie :
  - États-Unis : 28 mai 1969
  - France : 31 décembre 1969

## Distribution

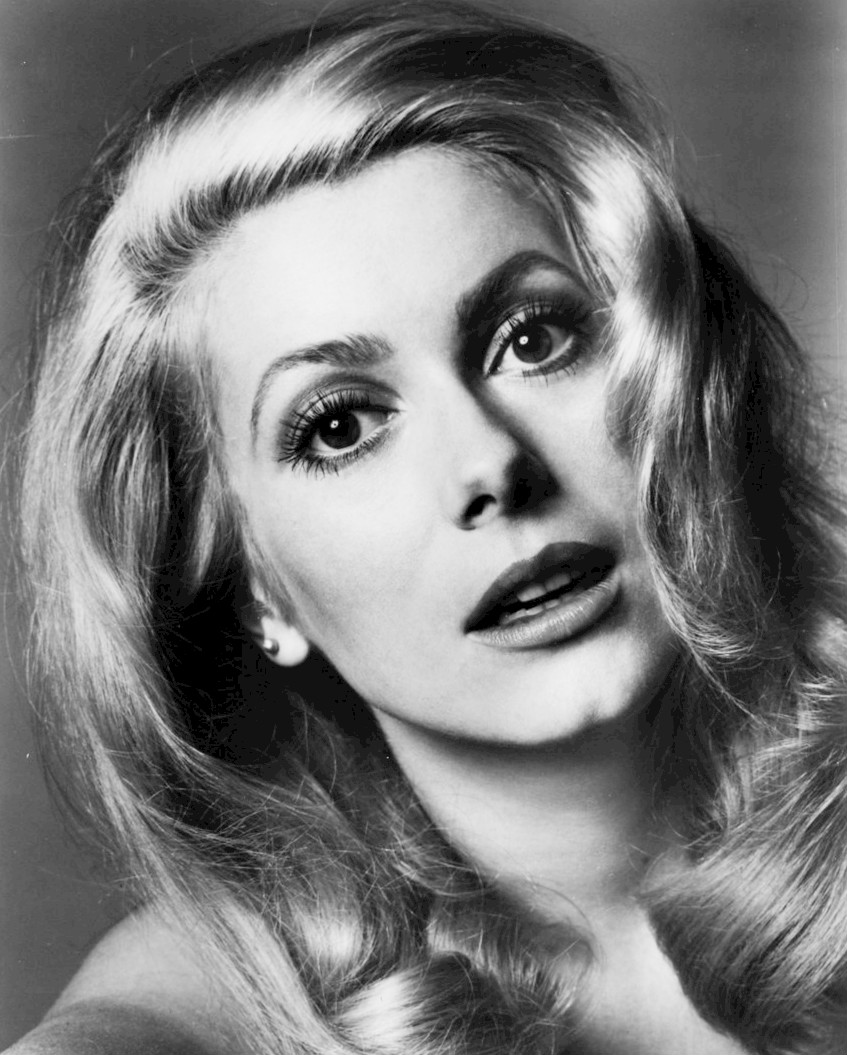
Catherine Deneuve pendant le tournage.

- Jack Lemmon (VF : Michel Roux) : Howard Brubaker
- Catherine Deneuve : Catherine Gunther
- Peter Lawford : Ted Gunther
- Myrna Loy : Grace Greenlaw
- Charles Boyer : Andre Greenlaw
- Jack Weston (VF : Jacques Dynam)  : Potter Shrader
- Kenneth Mars : Les Hopkins
- Melinda Dillon : Leslie Hopkins
- Harvey Korman : Matt Benson
- Sally Kellerman : Phyllis Brubaker
- Gary Dubin (en) : Stanley Brubaker
- Janice Carroll : Mimsy Shrader
- Dee Gardner : Naomi Jackson
- David Doyle : Orlow P. Walters
- Susan Barrett : chanteuse